# قصعين أبيض الجلد
قصعين أبيض الجلد (الاسم العلمي:Salvia leucodermis) هو نوع من النباتات يتبع جنس القصعين من الفصيلة الشفوية.